# Pavlo Tymoščenko
Pavlo Jurijovyč Tymoščenko (in ucraino Павло Юрійович Тимощенко?; Kiev, 13 ottobre 1986) è un pentatleta ucraino. Ha rappresentato l'Ucraina a quattro edizioni consecutive dei Giochi olimpici estivi: Pechino 2008, Londra 2012, Rio de Janeiro 2016 e Tokyo 2020, vincendo l'argento nell'individuale nella rassegna brasiliana. Si è laureato campione iridato nell'individuale ai mondiali di Berlino 2015.

## Palmarès
- Olimpiadi:

Rio de Janeiro 2016: argento nell'individuale.
- Mondiali:

Budapest 2008: argento nella gara a squadre.
Chengdu 2010: argento nella staffetta mista.
Mosca 2011: bronzo nella staffetta.
Kaohsiung 2013: bronzo nella staffetta mista.
Berlino 2015: oro nell'individuale.
Città del Messico 2018: bronzo nell'individuale e a squadre.
- Europei:

Drzonków 2013: oro nella staffetta mista.
Székesfehérvár 2014: bronzo nell'individuale.
Székesfehérvár 2018: bronzo a squadre.
Budapest 2024: bronzo a squadre.